# Helictotrichon tibeticum
Helictotrichon tibeticum är en gräsart som först beskrevs av Roman Julievich Roshevitz, och fick sitt nu gällande namn av Keng f. Helictotrichon tibeticum ingår i släktet Helictotrichon och familjen gräs. Inga underarter finns listade i Catalogue of Life.